# Теплиці (округ)
Округ Те́плиці, заст. Те́пліце (чеськ. okres Teplice) — адміністративно-територіальна одиниця в Устецькому краї Чеської Республіки. Адміністративний центр — місто Теплиці. Площа округу — 469,27 кв. км., населення у 2016 році становило 128 734 осіб.
До округу входить 34 муніципалітети, з котрих 9  — міста.

## Географія
Округ розташований на півночі Устецького краю. Межує з районами краю Мост, Лоуни, Усті-над-Лабем, Літомержиці. На північному заході — державний кордон з Німеччиною, а саме межує з районами Саксонська Швейцарія — Східні Рудні Гори та Середня Саксонія землі Саксонія.

## Міста і населення
Дані на 2009 рік:
| Місто     | Населення |
| --------- | --------- |
| Теплиці   | 53 346    |
| Біліна    | 16 344    |
| Крупка    | 14 412    |
| Духцов    | 9 103     |
| Дуби      | 8 459     |
| Осек      | 5 167     |
| Коштяни   | 2 990     |
| Гроб      | 2 141     |
| Ледвиці   | 570       |
| Боржислав | 385       |